# Ettaler Klosterbrauerei
L’Ettaler Klosterbrauerei est une brasserie à l'abbaye d'Ettal, dans le Land de Bavière (Allemagne).

## Histoire
L'abbaye d'Ettal dirige une brasserie dans la ville voisine d'Oberammergau du XVe siècle au XVIe siècle. En 1609, Leonhard Hilpolt (abbé de 1590 à 1615) fait transférer la brasserie. Un nouveau bâtiment de brasserie est construit dans le complexe du monastère. Les calculs de cette période montrent également qu'en plus de la bière, la liqueur du monastère d'Ettal est déjà produite par les moines de l'abbaye vers 1609.
Une concession du prince Maximilien, comte palatin du Rhin, duc de Haute et Basse-Bavière datée du 11 avril 1618, donne officiellement à l'abbaye la permission de brasser et de vendre de la bière. Sous Benoît II Eckart (abbé de 1668 à 1675), un nouveau bâtiment de brasserie est construit, car la capacité de l'ancienne n'est plus suffisante. Celle-ci aussi est bientôt trop petite et en 1708 Romuald (abbé de 1675 à 1697) commence à construire un autre nouveau bâtiment.
Au cours de la sécularisation en 1803, la brasserie continue d'abord à fonctionner aux frais de l'État. Le 26 décembre 1809, l'entreprise est vendue au directeur général des postes Josef von Elbling. En 1856, la propriété du cloître est vendue à la famille du comte de Pappenheim, qui entreprend d'importantes transformations dans la brasserie.
Le 5 novembre 1898, Theodor von Cramer-Klett acquiert le complexe, qu'il vend ensuite à l'abbaye de Scheyern, permettant ainsi le rétablissement d'une abbaye à Ettal. Après le rétablissement de l'abbaye le 6 août 1900, la brasserie appartient à nouveau à l'abbaye mené par l'abbé Willibald Wolfsteiner et est techniquement et structurellement modernisée. À partir des années 1990, l'abbaye commence à vendre ses bières à l'échelle nationale à plus grande échelle. En 2011, la division Weißbier de la brasserie est scindée en une société distincte avec la participation du Bitburger Braugruppe, et la quantité de bière produite est passée de 2 000 à 20 000 hectolitres de Weißbier en ajoutant des capacités libres de la Licher Privatbrauerei, dans le land de Hesse.

## Production
- Ettaler
  - Kloster Edel Hell
  - Kloster Dunkel
  - Curator Doppelbock
  - Heller Bock

- Benediktiner
  - Benediktiner Weißbier naturtrüb
  - Benediktiner Weißbier dunkel
  - Benediktiner alkoholfreies Weißbier
  - Benediktiner Helles

## Autres productions
En plus de la brasserie, l'abbaye entretient également les domaines de l'hôtel de l'abbaye, de la fabrication de liqueurs, de l'herbier, des magasins de l'abbaye, du jardinage, de l'agriculture, de la production d'énergie et des musées d'Ettal sous la société "Ettaler Klosterbetriebe GmbH". En outre, les opérations de l'abbaye détiennent une participation de 41% dans le Laber Bergbahn à Oberammergau. Dans les années 2000, cette association rencontre de plus en plus de difficultés financières. En 2013, les opérations de l'abbaye enregistrent une perte de 433 000 euros avec un chiffre d'affaires d'environ 3,78 millions d'euros.